# 嵊山岛
嵊山岛是中華人民共和國浙江省舟山群岛北部的一个岛屿，总面积4.47平方公里，陆地面积4.22平方公里。岛上有人口10,802（2000年第五次人口普查值）。行政上属于嵊泗县，设嵊山镇，下分箱子岙社区（包括光明村、解放村）、陈钱山社区（包括团结村、民主村）、泗洲塘社区（包括民富村、前卫村）。嵊泗县政府和舟山渔场场部均曾驻在该岛，嵊山渔港为舟山渔场的重要渔港，是国家重点渔港之一。

## 旅遊景點
嵊山東北面後頭灣的一個無人村在2015年左右走紅網絡，被網友形容爲「童話般的世界」。上世紀80年代，近海漁業資源衰竭，後頭灣居民爲了生計不斷向外搬遷，至2002年撤銷了村建制，居民僅剩不到10人。人去樓空，野生植物瘋狂生長，房屋被藤蔓和爬山虎纏繞，最終形成了「綠野仙蹤」的景觀。遊客增多後，帶來了一些環境問題。不過，當地政府並未有將其開發爲旅遊資源的計劃，而是以保護生態環境爲主要目標，同時也因安全等問題並不十分鼓勵遊客前往遊覽。
此外，導演韓寒在拍攝《後會無期》前，也曾考慮希望在嵊山取景。